# 吳沆 (嘉慶進士)
吴沆，字湛斯，山西沁县人，清朝政治人物。同進士出身。吴嘉炎之子。
嘉慶六年（1801年）因是大臣后裔恩赐举人。嘉慶十年（1805年）会试登进士，任浙江庆元县知县。几年后约1810年死於任內，终年47岁，无子。